# ポルトガル語ステップアップ
ポルトガル語ステップアップ  は、NHKラジオ第2放送で放送されている、NHK語学番組のひとつ。ブラジルポルトガル語を教えている。
他の語学講座と違い週に1度しか放送されていない。
現在の講師は福嶋伸洋（共立女子大学講師）である。

## 放送時間
2023年10月時点
- 午後6時45分〜午後7時00分（土曜日）
- 午後11時40分〜午後11時55分（土曜日）
- 午後11時30分〜午後11時45分（日曜日）
- 午前8時50分〜午前9時05分（翌週土曜日）
- 午後2時40分〜午後2時55分（翌週土曜日）

## 放送内容・講師・パートナー・放送期間
楽しいブラジルの旅II
講師：浜岡究（拓殖大学言語文化研究所講師）
パートナー：リマ・ダニエル
パートナー：マイッビ・モタ
パートナー：ロベルト・マクスウェル
放送期間：2013年10月〜2014年3月、2014年10月〜2015年3月、2015年10月〜2016年3月
テーマ曲：セルジオ・メンデス「マシュ・ケ・ナダ」
音楽とパーティーの街 リオデジャネイロ
講師：福嶋伸洋（共立女子大学講師）
パートナー：コスタ・マルシ
パートナー：ロベルト・マクスウェル
放送期間：2016年4月〜9月、2016年10月〜2017年3月、2017年10月〜2018年3月、2018年10月〜2019年3月
テーマ曲：アルリンド・クルス「Meu Lugar」